# 4708 Polydoros
4708 Polydoros eller 1988 RT är en trojansk asteroid i Jupiters lagrangepunkt L5. Den upptäcktes 11 september 1988 av den amerikanska astronomen Carolyn S. Shoemaker vid Palomar-observatoriet. Den är uppkallad efter Polydoros i den grekiska mytologin.
Asteroiden har en diameter på ungefär 54 kilometer.